# Normalna Bloudkova skakalnica
Normalna Bloudkova skakalnica (sv. Bloudeks normalbacke) (också kallad Skakalnica Stano Pelan eller också Srednija) är en hoppbacke i Planica i Slovenien. Med K-punkt 90 meter och backstorlek (Hill Size) 100 meter, är den Planicas tredje största backe efter skidflygningsbacken Letalnica (Letalnica bratov Gorišek) och Bloudkova Velikanka (sv. Bloudeks stora backe).

## Historia
Normalbacken i Planica restes 1949. Stanko Bloudek, som också hade konstruerat Bloudkova Velikanka tillsammans med Stane Rožman, konstruerade normalbacken som senare uppkallades efter honom. I perioden 1980 till 1994 arrangerades deltävlingar i världscupen i Normalna Bloudkova skakalnica. Hans Millonig från Österrike vann första världscuptävlingen i backen, 21 mars 1980. Andreas Goldberger från Österrike vann allra sista världscuptävlingen i backen 11 december 1994. Kontinentalcupen arrangerades i Normalna Bloudkova skakalnica från 2005, också för kvinnor. Anette Sagen från Norge vann de två deltävlingarna i kontinentalcupen för kvinnor 2005.
Normalna Bloudkova skakalnica stängdes 2007 och revs sedan.
Planica konkurrerar om att få arrangera Skid-VM 1917. Planer finns på att renovera backarna i Planica och bygga en längdåkningsarena i anknytning till backarna. Planica Nordic Center är tänkt som arena om Planica tilldelas Skid-VM 2017.

## Backrekord
Officiellt backrekord i backen tillhörde hemmahopparen Bine Zupan som hoppade 110,0 meter 13 mars 2004. Backrekordet för kvinnor sattes av Anette Sagen i European Youth Olympic Festival (EYOF) 29 januari 2003 då hon hoppade 105,5 meter.

## Viktiga tävlingar
| Datum            | Vinnare                       | Andra plats                   | Tredje plat                   | Tävling   |
| ---------------- | ----------------------------- | ----------------------------- | ----------------------------- | --------- |
| 21 mars 1980     | Hans Millonig, Österrike      | Armin Kogler, Österrike       | Primož Ulaga, Jugoslavien     | Världscup |
| 21 mars 1981     | Jari Puikkonen, Finland       | Horst Bulau, Kanada           | Axel Zitzmann, Östtyskland    | Världscup |
| 27 mars 1982     | Ole Bremseth, Norge           | Per Bergerud, Norge           | Massimo Rigoni, Italien       | Världscup |
| 26 mars 1983     | Matti Nykänen, Finland        | Primož Ulaga, Jugoslavien     | Olav Hansson, Norge           | Världscup |
| 24 mars 1984     | Jens Weissflog, Östtyskland   | Mike Holland, USA             | Janusz Malik, Polen           | Världscup |
| 22 mars 1986     | Matti Nykänen, Finland        | Andreas Felder, Österrike     | Franz Neuländtner, Österrike  | Världscup |
| 26 mars 1988     | Primož Ulaga, Jugoslavien     | Pavel Ploc, Tjeckoslovakien   | Ernst Vettori, Österrike      | Världscup |
| 25 mars 1989     | Jens Weissflog, Östtyskland   | Andreas Felder, Österrike     | Ari-Pekka Nikkola, Finland    | Världscup |
| 11 december 1993 | Espen Bredesen, Norge         | Takanobu Okabe, Japan         | Andreas Goldberger, Österrike | Världscup |
| 10 december 1994 | Kazuyoshi Funaki, Japan       | Andreas Goldberger, Österrike | Janne Ahonen, Finland         | Världscup |
| 11 december 1994 | Andreas Goldberger, Österrike | Mika Laitinen, Finland        | Lasse Ottesen, Norge          | Världscup |